# Cécile Bruyère
Mère Cécile Bruyère właśc. Jeanne-Henriette Bruyère (ur. 12 października 1845 w Paryżu, zm. 18 marca 1909 w Ryde) – francuska benedyktynka, pierwsza ksieni klasztoru św. Cecylii w Solesmes.

## Życiorys
Jeanne-Henriette Bruyère urodziła się w Paryżu, 12 października 1845 roku. Do Pierwszej Komunii Świętej była przygotowywana przez Dom Prospera Guérangera, który miał duży wpływ na jej dalsze życie duchowe. Z jego pomocą w 1866 roku rozpoczęła budowę żeńskiego klasztoru św. Cecylii w Solesmes, którego została przełożoną, a w 1870 roku ksienią.
Na skutek antykościelnego ustawodawstwa, z całą wspólnotą została zmuszona do opuszczenia Francji. Mniszki udały się do Ryde, na Wyspie Wright, gdzie założyły klasztor również dedykowany św. Cecylii.
Cécile zmarła tam 18 marca 1909 roku. Gdy siostry w 1921 roku powróciły do Solesmes, zabrały z sobą jej ciało, które pochowały w założonym przez nią klasztorze.

## Publikacje
- Życie duchowe i modlitwa według Pisma Świętego i tradycji monastycznej (fr. La vie spirituelle et l’Oraison), Kraków/Tyniec 2022